# Marysinek (powiat sochaczewski)
Marysinek – wieś w Polsce położona w województwie mazowieckim, w powiecie sochaczewskim, w gminie Nowa Sucha.
W latach 1975–1998 miejscowość należała administracyjnie do województwa skierniewickiego.